# Bolmörtsskivling
Bolmörtsskivling (Entoloma sinuatum) är en svampart i familjen Entolomataceae. Den växer i södra och mellersta Sverige och är vanlig i Mälardalen. Den växer helst med ek i lövskog och parkmiljöer på kalkrik lerjord. Fruktkroppens skivor är på unga exemplar vita och färgas senare rosa av svampens sporer. Foten är kraftig och saknar ring. Svampen är mycket giftig och förrädisk i och med sin likhet med vårmusseron och mjölskivling. Dessa arter förekommer ofta på samma växtplats som bolmörtsskivlingen. Vårmusseronen får inte rosa skivor eftersom den alltid är vitsporig. Mjölskivlingen har skivor som går nedlöpande i "båge" mot foten, till skillnad från bolmörtsskivlingen vars skivor är urnupna från foten.
Bolmörtsskivlingen orsakar magproblem, illamående, huvudvärk och ibland humörsvängningar i upp till två dygn om den förtärs av en människa. Svampens gift är inte helt klarlagt, men vetenskapliga undersökningar har visat att alkaloider finns i den.

## Bildgalleri

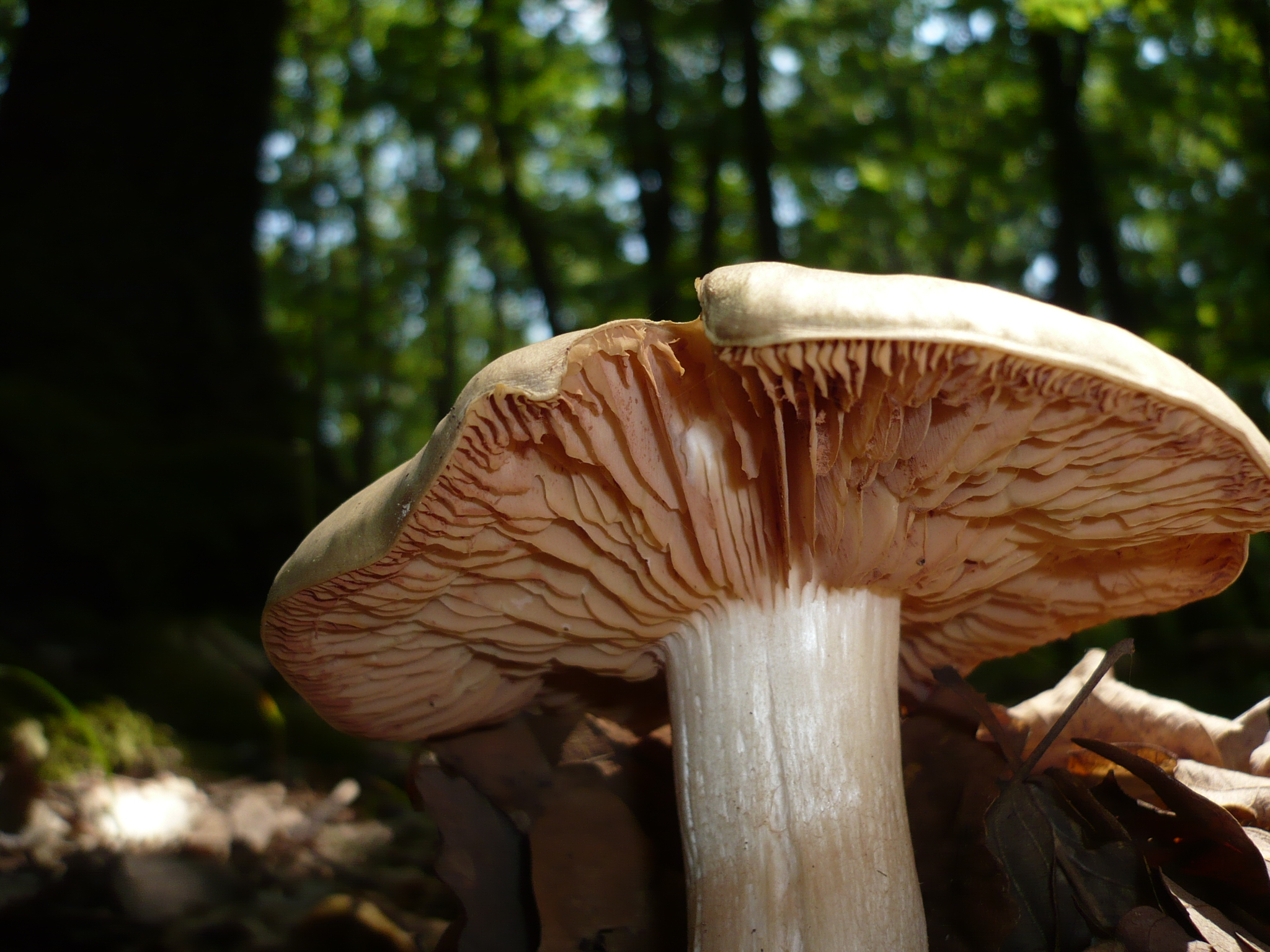
Äldre fruktkropp. Notera de rosa och från foten "urnupna" skivorna.